# Serra do Pancas
A Serra do Pancas fica localizado em Pancas, no norte do estado do Espírito Santo. Irregularmente chamado de Serra, apresenta os Pontões, formações geológicas parecidas com montanhas, que se estendem do Rio de Janeiro até a Bahia, chegando estes até 1.500 metros.